# Kaplica na Mokrem w Toruniu
Kaplica na Mokrem w Toruniu – nieistniejąca kaplica znajdująca się przy ul. Bażyńskich 1/15 w Toruniu. Została ona zbudowana w połowie lat 20. XX wieku. Służyła ona mieszkańcom Mokrego, przynależących do 1926 roku do parafii Wniebowzięcia Najświętszej Maryi Panny, a następnie po nowo utworzonej parafii Chrystusa Króla. Kaplica z trudem mieściła wiernych. Po wybudowaniu kościoła Chrystusa Króla w 1930 roku kaplica stała się zbędna.  